# ميشيل ستافورد
ميشيل ستافورد (بالإنجليزية: Michelle Stafford)‏ هي ممثلة أمريكية، ولدت في 14 سبتمبر 1965 بشيكاغو في الولايات المتحدة.

## أعمال

### مسلسلات
- جاغ
- موردر

## وصلات خارجية
- ميشيل ستافورد على موقع IMDb (الإنجليزية)
- ميشيل ستافورد على موقع ألو سيني (الفرنسية)
- ميشيل ستافورد على موقع أول موفي (الإنجليزية)
- ميشيل ستافورد على موقع إن إن دي بي (الإنجليزية)
- ميشيل ستافورد على موقع قاعدة بيانات الفيلم (الإنجليزية)
- ميشيل ستافورد على موقع كينوبويسك (الروسية)